# Sakurai
Sakurai (桜井市 -shi) é uma cidade japonesa localizada na província de Nara.
Em 2003 a cidade tinha uma população estimada em 61 957 habitantes e uma densidade populacional de 626,33 h/km². Tem uma área total de 98,92 km².
Recebeu o estatuto de cidade a 1 de Setembro de 1956.

## Cidades-irmãs
- Kumano, Japão
- Chartres, França
- Taisha, Japão